# Huang Wensi
Huang Wensi (Guangdong, 22 de maig de 1989) és una boxejadora i mestra xinesa, coneguda per lluitar contra els estereotips de les dones tradicionals i contra la depressió. Wensi va estar inclosa en la llista de la BBC de les 100 dones més inspiradores i influents d'arreu del món de 2019.

## Trajectòria
Huang Wensi va començar a boxejar l'any 2002, i es va unir a l'equip provincial tres anys després. L'any 2011 ho va haver de deixar a causa d'una lesió. L'any 2015 va conèixer el que es convertiria en el seu marit, Deng Peipeng, amb qui va tenir un fill un any després. Després de patir una depressió pospart que gairebé la va portar al suïcidi, va començar un intens programa d'entrenament per tornar a l'esport professionalment. Després de reprendre la carrera esportiva, va guanyar el cinturó d'or del Campionat Continental de pes Mosca Femení d'Àsia.
En la seva carrera professional com a boxejadora sempre ha lluitat contra els tradicionals estereotips de les dones, "en no limitar-se únicament a ser dona o mare a casa". Quan no boxeja, treballa com a mestra a Zhejiang, la Xina.